# Агесіполід II
Агесіполід II (дав.-гр. Ἀγησίπολις Β΄, д/н — 370 до н. е./369 до н. е.) — цар Спарти у 371—370/369 роках до н. е.

## Життєпис
Походив з династії Агіадів. Старший син царя Клеомброта I. Посів трон 371 року до н. е. після загибелі батька. Висловлюється думках, що разом з батьком брав участь в битві біля Левктрів. Можливо був поранений, тому майже нічого невідомо про царювання Агесіполіда II, окрім того що в цей час починається розпадатися Пелопоннеський союз. Першою вийшла Еліда, яка відвоювала періекську Трифілію, захоплену спартанцями у 400 році до н.е. 370 року до н.е. за підтримки фіванців було утворено Аркадський союз, куди увійшли найбільші міста Орхомен, Тегея, Мантинея, Асея. ВЦьому спартанський цар також не зміг завадити.
Помер Агесіполід II наприкінці 370 або на початку 369 року до н. е. Йому спадкував брат Клеомен II.